# Blue Ghost Mission 1
Blue Ghost Mission 1 — роботизована місія з висадки на Місяць компанії Firefly Aerospace, яка стартувала 15 січня 2025 року та здійснила посадку на Місяць 2 березня 2025 року о 08:34 UTC. Таким чином Firefly Aerospace стала першою комерційною компанією, яка повністю успішно здійснила м'яку посадку космічного корабля на Місяць. У рамках програми НАСА Commercial Lunar Payload Services місія доставила десять наукових приладів і технологічних демонстрацій для підтримки майбутніх досліджень Місяця людьми в рамках ширшої програми «Артеміда».
Місячний посадковий модуль Blue Ghost був запущений з Космічного центру Кеннеді на борту ракети SpaceX Falcon 9 Block 5, на якій також був посадковий модуль Hakuto-R Mission 2. Blue Ghost доставив 10 корисних вантажів до моря Криз, місячного басейну діаметром 500 км. Його місія спрямована на аналіз місячного реголіту, вивчення геофізичних характеристик і дослідження взаємодії між сонячним вітром і магнітним полем Землі. Наукове навантаження посадкового модуля включає пристрій для визначення характеристик прилягання реголіту, місячний ретрорефлектор для точних вимірювань відстані, радіаційно-стійкий комп'ютер, зонди для теплових досліджень тощо.

## Місія

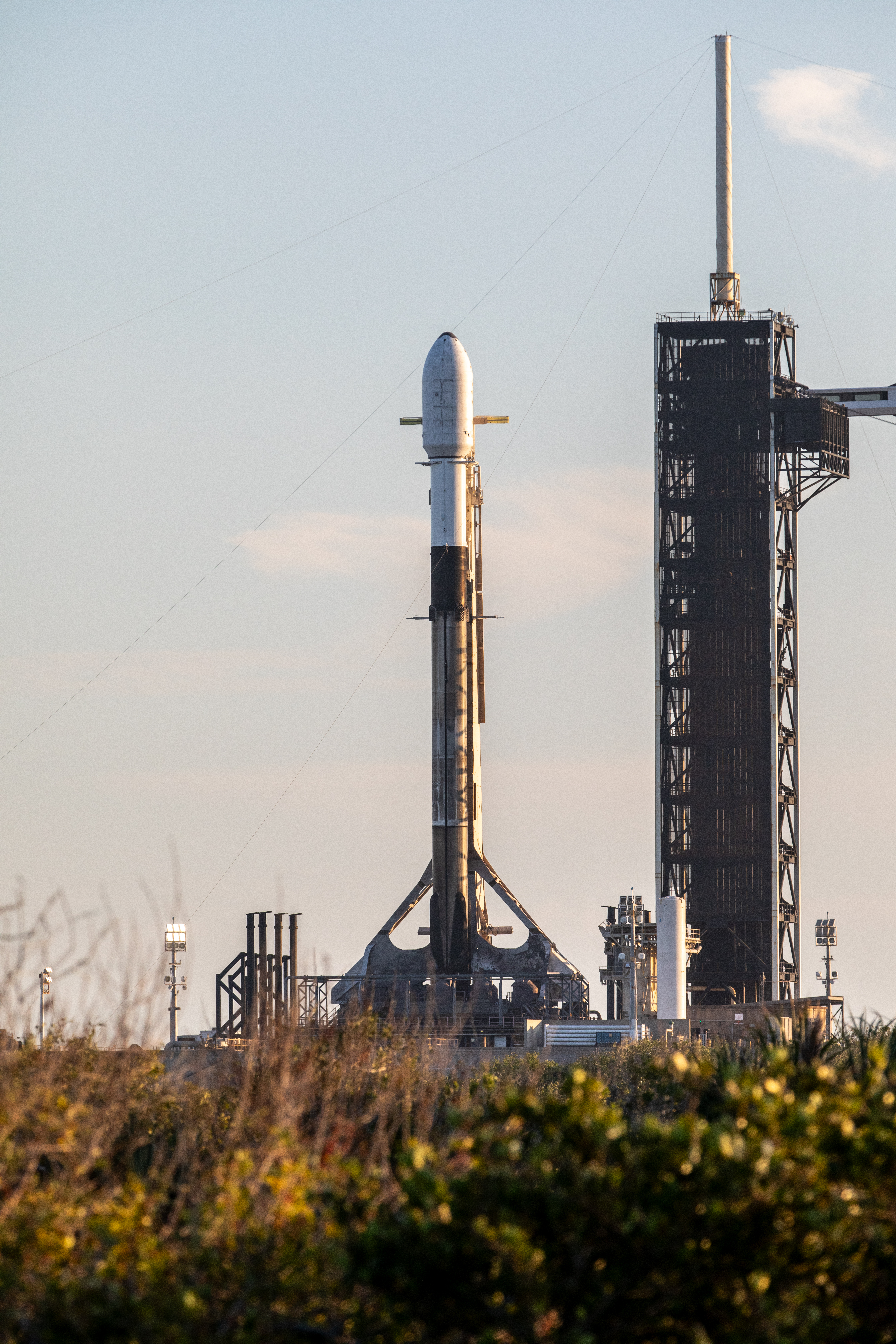
Ракета Falcon 9 у космічному центрі Кеннеді незадовго до запуску Blue Ghost Mission 1 і Hakuto-R Mission 2

4 лютого 2021 року НАСА уклало з Firefly контракт на суму $93,3 млн на доставлення комплексу з десяти наукових приладів і технологічних демонстрацій на Місяць у 2023 році. Контракт є частиною програми Commercial Lunar Payload Services (CLPS).
20 травня 2021 року Firefly Aerospace вибрала Falcon 9 Block 5 компанії SpaceX як ракету-носій для першої місії місячного посадкового модуля Blue Ghost. Таке рішення було прийнято через продуктивність і вантажність Falcon 9, яких не могла забезпечити ракета Alpha від Firefly. Компанія зазначила, що її майбутня середня ракета-носій підтримуватиме наступні місії Blue Ghost.
Основні етапи розробки посадкового модуля Blue Ghost неухильно просувалися протягом наступних років. 26 квітня 2022 року компанія Firefly завершила перевірку готовності до інтеграції посадкового модуля з орієнтовною датою запуску в 2024 році. У листопаді 2023 року Firefly уточнила графік, вказавши вікно запуску між третім і четвертим кварталами 2024 року.
До травня 2024 року двигуни Nammo UK LEROS 4-ET для Blue Ghost були виготовлені, і їх інтеграція в посадковий модуль була підтверджена в червні. Firefly оголосила, що підготовка йде за планом, і компанія підтвердила цільовий запуск у 4 кварталі 2024 року в липні. У серпні в Лабораторії реактивного руху НАСА (JPL) почалися випробування посадкового модуля, що підтверджують його готовність до суворих умов космічного польоту.
У листопаді 2024 року Firefly Aerospace офіційно оголосила, що посадковий модуль Blue Ghost повністю готовий до запуску, встановивши дату в середині січня 2025 року. Інкапсуляція корисного навантаження була завершена 10 січня, що стало одним з останніх кроків у послідовності перед запуском. 15 січня 2025 року запуск посадкового модуля Blue Ghost успішно відбувся зі стартового комплексу 39A Космічного центру Кеннеді о 06:11:39 UTC на борту ракети SpaceX Falcon 9 Block 5. Місія також включала Hakuto-R Mission 2 як допоміжне корисне навантаження.
2 березня 2025 року, о 2:34 за центральноєвропейським часом, Blue Ghost успішно здійснив посадку на поверхню Місяця. Місія має тривати до 14 земних днів (один місячний день), доки під час заходу сонця температура не знизиться до −173 °C. Протягом цього часу три сонячні батареї живитимуть дослідницькі інструменти посадкового модуля. Того ж дня, близько 3:30 ранку за центральним часом США (CDT), посадковий модуль Blue Ghost, вперше в історії, зробив знімки сонячного затемнення, яке спостерігалося з поверхні Місяця. Отримані кадри  зафіксували момент виходу Сонця з повної фази затемнення, коли Земля закривала світило і відкидала тінь на місячний ландшафт. Як і планувалося, місія протривала 14 земних днів і завершилась 16 березня під час заходу сонця.

## Обладнання
Blue Ghost має чотири посадкові опори, системи зв'язку, опалення та сонячної енергії, а також має кілька шарів ізоляції. Сонячні панелі Blue Ghost від субпідрядника SolAero By Rocket Lab забезпечують максимальну потужність 400 Вт.

## Корисне навантаження

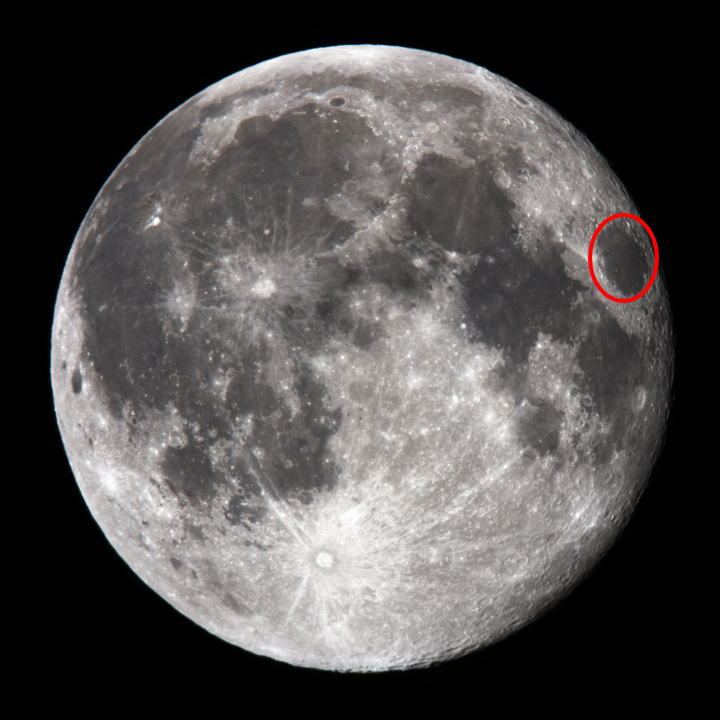
Розташування моря Криз на Місяці, виділене червоним

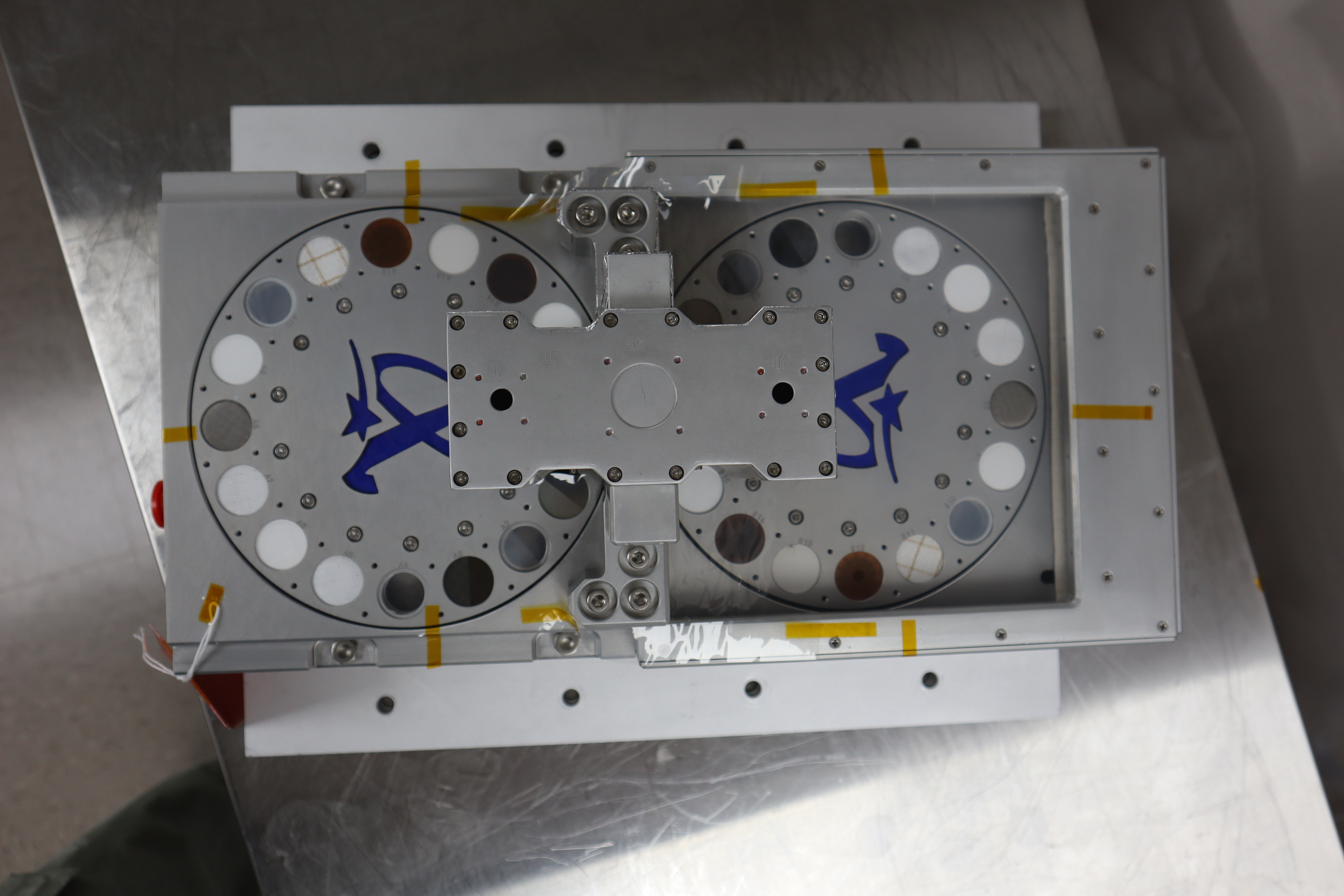
Корисне навантаження Характеристика прилипання реголіту (RAC).

Апарат приземлився в морі Криз. Наукові інструменти посадкового модуля збиратимуть дані про властивості місячного реголіту, а також його геофізичні характеристики та взаємодію між сонячним вітром і магнітним полем Землі. Ці відкриття сприятимуть підготовці та плануванню майбутніх місій людини на поверхню Місяця.
Загальна вага корисного навантаження становить 94 кг у масі. Корисне навантаження включає:
- Характеристика прилипання реголіту (RAC) визначатиме, до якої міри абразивний місячний реголіт прилипає або відштовхується від ряду матеріалів, наприклад, сонячних елементів, оптичних систем, покриттів і датчиків;
- Місячні ретрорефлектори наступного покоління (NGLR) слугуватимуть мішенню для лазерів на Землі для точного вимірювання відстані між Землею та Місяцем. Ретрорефлектор також надаватиме дані, які можна буде використовувати для розуміння різних аспектів місячного інтер'єру та вирішення фундаментальних питань фізики;
- Lunar Environment Heliospheric X-ray Imager (LEXI), який фіксуватиме зображення взаємодії магнітосфери Землі з потоком заряджених частинок від Сонця, що називається сонячним вітром;
- Реконфігурована радіаційно стійка комп'ютерна система (RadPC) має на меті продемонструвати стійку до радіації обчислювальну технологію. Через відсутність на Місяці атмосфери та магнітного поля випромінювання Сонця стане проблемою для електроніки. Це дослідження також охарактеризує вплив радіації на поверхню Місяця;
- Місячний магнітотелуричний ехолот (LMS) призначений для визначення структури та складу мантії Місяця шляхом вивчення електричних і магнітних полів. Для цього він планує розмістити електроди на площі близько 700 м²[26];
- Lunar Instrumentation for Subsurface Thermal Exploration with Rapidity (LISTER) призначений для вимірювання теплового потоку з внутрішньої частини Місяця. Зонд спробує забуритися в місячний реголіт на глибину від 2,13 до 3,05 м, щоб дослідити теплові властивості Місяця на різних глибинах;
- Lunar PlanetVac (LPV) призначений для отримання місячного реголіту з поверхні та передачі його іншим інструментам, які б проаналізували матеріал або помістили його в контейнер, який інший космічний корабель міг би повернути на Землю;
- Стереокамери для вивчення поверхні Місячного шлейфу (SCALPSS 1.1) зніматимуть відео та фотографії області під посадковим модулем з моменту, коли шлейф двигуна вперше порушить поверхню Місяця через вимкнення двигуна. Довгофокусні камери будуть визначати рельєф передпосадкової поверхні. Фотограмметрія буде використана для реконструкції поверхні, що змінюється під час посадки. Розуміння фізики вихлопу ракети на реголіт і переміщення пилу, гравію та каміння має вирішальне значення для розуміння того, як уникнути підняття матеріалів поверхні під час кінцевої фази польоту/посадки на Місяць та інші небесні тіла;
- AstroVault, розроблений Quantum Aerospace and Space Ark Media, є місячним архівом, призначеним для збереження людської культури, мистецтва, музики та знань для майбутніх поколінь. Закодований у надстійкому форматі, він служитиме довгостроковим сховищем літератури, наукових відкриттів і творчих робіт, забезпечуючи їх збереження в місячному середовищі;
- Електродинамічний захист від пилу (EDS) створюватиме неоднорідне електричне поле, використовуючи різну високу напругу на кількох електродах. Це рухоме поле допоможе позбутися частинок місячного пилу та має потенційне застосування в теплових випромінювачах, скафандрах, об'єктивах камер, сонячних панелях та багатьох інших технологіях;
- Експеримент приймача місячних GNSS (LuGRE), який успішно приймав сигнали GPS і Galileo на місячних відстанях (у навколомісячному просторі та на поверхні), таким чином доводячи життєздатність концепції місячної навігації[27].